# Whiz Comics
Whiz Comics fu una serie a fumetti antologica mensile pubblicata dalla Fawcett Comics dal 1940 al 1953, e fu nota in particolare per aver introdotto Capitan Marvel.

## Storia di pubblicazione
Il primo numero pubblicato di Whiz Comics fu il n. 2, pubblicato con la data del febbraio 1940. La Fawcett creò due numeri uno in bianco e nero per sollecitare gli inserzionisti e assicurare i diritti sui materiali. Le due copie furono identiche ma ebbero titoli diversi: Flash Comics e Thrill Comics; il personaggio di Capitan Marvel fu chiamato "Capitan Thunder" e in una storia simile. Quando la Fawcett cominciò a pubblicare il fumetto, il primo numero fu rinominato Whiz Comics, un nome ispirato dalla rivista di umorismo osceno Captain Billy's Whiz Bang. Come se non bastasse, quando arrivarono al n. 3, la Fawcett, tramite intento o errore, utilizzò il numero due volte. Così, se visto dalla prospettiva del secondo n. 3 (e, quindi, tutti i numeri che seguirono), Whiz n. 2 divenne non ufficialmente Whiz n. 1.
L'illustrazione della prima copertina mostrò Capitan Marvel gettare un veicolo contro un muro, e fu ispirato dalla copertina di Action Comics n. 1, che mostrò Superman sollevare un'automobile. L'intero numero fu scritto da Bill Parker, che scrisse anche molti altri numeri prima che Whiz Comics diventasse popolare e altri fossero assunti come scrittori.

## Caratteristiche ricorrenti
Whiz contenne le seguenti caratteristiche raffiguranti le avventure di numerosi super eroi:
- Capitan Marvel
- Ibis l'Invincibile
- Spy Smasher
- Golden Arrow
- Dan Dare
- Lance O'Casey
- Scoop Smith